# 安福州
安福州，元朝时设置的州。
元贞元年（1295年）升安福县为州，治所在今江西省安福县。属吉安路。辖境相当今江西省安福县地。明朝洪武初年，复降为县。